# Justus von Dohnányi
Justus von Dohnányi, född 2 december 1960 i Lübeck i Schleswig-Holstein (dåvarande Västtyskland), är en tysk skådespelare, manusförfattare och regissör, tillhörande släkten Dohnanyi. Han är bland annat känd för sin gestaltning av generalen Wilhelm Burgdorf i filmen Undergången – Hitler och Tredje rikets fall från 2004.
von Dohnányi är son till dirigenten Christoph von Dohnányi (född 1929) och skådespelaren Renate Zillessen (1931–1992). Han är barnbarn till juristen Hans von Dohnanyi (1902–1945), barnbarnsbarn till ungerska kompositören Ernst von Dohnányi (1877–1960) och släkt med den lutherska prästen och teologen Dietrich  Bonhoeffer (1906–1945).